# 18004 Krystosek
18004 Krystosek è un asteroide della fascia principale. Scoperto nel 1999, presenta un'orbita caratterizzata da un semiasse maggiore pari a 2,2487245 UA e da un'eccentricità di 0,1655438, inclinata di 6,71584° rispetto all'eclittica.